# Torneio de Amsterdã
O Torneio de Amsterdã (português brasileiro) ou Torneio de Amesterdão (português europeu) (em neerlandês:  Amsterdam Toernooi) foi uma competição de pré-temporada de futebol, realizada em Amsterdã, Países Baixos. A competição foi organizada pelo clube da Eredivisie Ajax no Amsterdam Arena. Foi inaugurado em 1975 sob o nome Amsterdam Toernooi 700 para celebrar os 700 anos de história na cidade.[carece de fontes?] Foi realizado anualmente a cada verão até 1992, quando a última edição do torneio original foi disputada. Retornou em 1999 com o apoio da International Event Partnership (IEP). Quatro equipes participam da competição, disputada em formato de liga desde 1986.[carece de fontes?]
Desde o seu retorno em 1999, o torneio tem usado um sistema de pontuação incomum. Tal como acontece com a maioria das competições da liga, três pontos são concedidos por uma vitória, um por um empate e zero por uma derrota. Um ponto adicional, no entanto, é concedido para cada gol marcado. O sistema é projetado para recompensar as equipes que adotam um estilo de jogo mais ofensivo. Cada participante joga duas partidas, com o vencedor sendo o clube que terminar no topo da tabela.  A competição original foi realizada no Estádio Olímpico de Amsterdã, onde o Ajax disputou seus jogos internacionais até 1996. O Amsterdam Arena, posteriormente denominado Johan Cruyff Arena, foi palco do evento desde seu retorno até 2009.
Os primeiros vencedores foram o clube belga Molenbeek, que derrotou o Ajax por 5-2 na final.[carece de fontes?] O anfitrião é o clube mais bem sucedido da história do torneio, tendo conquistado o troféu em dez ocasiões. O clube ganhou seu primeiro título em 1978 e seu sucesso mais recente foi em 2004. O AZ e o clube britânico Arsenal são as únicas outras equipes que venceram a competição mais de uma vez. O Feyenoord, rival doméstico do Ajax, está entre um grupo de clubes que venceram o torneio uma vez, enquanto a Bélgica produziu o maior número de vencedores individuais, quatro, um a mais do que a Inglaterra e os Países Baixos.[carece de fontes?]
AZ e Arsenal também são os convidados mais regulares, tendo sido convidados a competir no torneio em seis ocasiões. Além de ser o clube mais bem sucedido, o Ajax terminou como vice-campeão onze vezes. Em seguida na lista estão dois clubes italianos, Internazionale e Roma, que terminou em segundo lugar cinco vezes entre eles. A Romênia é a única seleção nacional a ter participado do torneio. Foram convidados em 1984 e terminaram em quarto lugar, já que o Atlético Mineiro se tornou o primeiro clube brasileiro a ter conquistado o troféu. No total, equipes de 13 países participaram da competição. A edição de 2010 não ocorreu devido ao envolvimento do Ajax nas fases de qualificação da Liga dos Campeões.

## Tabela de Torneio
- Argentina
- Bélgica
- Brasil
- Inglaterra
- Grécia
- Itália
- Países Baixos
- Portugal
- Romênia
- Espanha
- Turquia
- União Soviética
- Alemanha Ocidental / Alemanha

## Edições do Torneio de Amesterdã

### Edições disputadas no Estádio Olímpico de Amsterdã
| Ano           | Campeão          | Vice-Campeão   | Terceiro                 | Quarto            |
| ------------- | ---------------- | -------------- | ------------------------ | ----------------- |
| 1975 Detalhes | R.W.D. Molenbeek | Ajax           | Feyenoord                | Barcelona         |
| 1976 Detalhes | Anderlecht       | Ajax           | Borussia Mönchengladbach | Leeds United      |
| 1977 Detalhes | AZ’67            | Ajax           | Liverpool                | Barcelona         |
| 1978 Detalhes | Ajax             | Anderlecht     | AZ’67                    | Fluminense        |
| 1979 Detalhes | AZ’67            | Ajax           | Arsenal                  | Hamburgo          |
| 1980 Detalhes | Ajax             | AZ’67          | FC Bayern München        | Nottingham Forest |
| 1981 Detalhes | Ipswich Town     | Standard Liège | Ajax                     | AZ’67             |
| 1982 Detalhes | AZ’67            | Ajax           | Colônia                  | Tottenham         |
| 1983 Detalhes | Feyenoord        | Roma           | Ajax                     | Manchester United |
| 1984 Detalhes | Atlético-MG      | Ajax           | Feyenoord                | Seleção Romena    |
| 1985 Detalhes | Ajax             | Atlético-MG    | Athletic Bilbao          | Verona            |
| 1986 Detalhes | Dínamo Kiev      | Ajax           | Manchester United        | Botafogo          |
| 1987 Detalhes | Ajax             | Torino         | Dínamo Kiev              | Porto             |
| 1988 Detalhes | Sampdoria        | Flamengo       | Ajax                     | Benfica           |
| 1989 Detalhes | KV Mechelen      | Ajax           | Sporting Portugal        | Dínamo Kiev       |
| 1990 Detalhes | FC Brugge        | Ajax           | PSV Eindhoven            | KV Mechelen       |
| 1991 Detalhes | Ajax             | PSV Eindhoven  | Fluminense               | Sampdoria         |
| 1992 Detalhes | Ajax             | Roma           | PSV Eindhoven            | Borussia Dortmund |

### Edições disputadas no Estádio Amsterdã Arena
| Ano           | Campeão           | Vice-Campeão       | Terceiro          | Quarto             |
| ------------- | ----------------- | ------------------ | ----------------- | ------------------ |
| 1999 Detalhes | Lazio             | Santos             | Ajax              | Atlético de Madrid |
| 2000 Detalhes | Barcelona         | Ajax               | Lazio             | Arsenal            |
| 2001 Detalhes | Ajax              | Milan              | Valencia          | Liverpool          |
| 2002 Detalhes | Ajax              | Barcelona          | Manchester United | Parma              |
| 2003 Detalhes | Ajax              | Internazionale     | Galatasaray       | Liverpool          |
| 2004 Detalhes | Ajax              | River Plate        | Panathinaikos     | Arsenal            |
| 2005 Detalhes | Arsenal           | Porto              | Boca Juniors      | Ajax               |
| 2006 Detalhes | Manchester United | Internazionale     | Porto             | Ajax               |
| 2007 Detalhes | Arsenal           | Atlético de Madrid | Ajax              | Lazio              |
| 2008 Detalhes | Arsenal           | Internazionale     | Sevilla           | Ajax               |
| 2009 Detalhes | Benfica           | Ajax               | Sunderland        | Atlético de Madrid |

## Campeões
| Clube             | Títulos | Anos                                                 |
| ----------------- | ------- | ---------------------------------------------------- |
| Ajax              | 10      | 1978, 1980,1985,1987,1991,1992,2001,2002, 2003, 2004 |
| AZ’67             | 3       | 1977, 1979, 1982                                     |
| Arsenal           | 3       | 2005, 2007, 2008                                     |
| Barcelona         | 1       | 2000                                                 |
| Lazio             | 1       | 1999                                                 |
| Manchester United | 1       | 2006                                                 |
| Benfica           | 1       | 2009                                                 |
| FC Brugge         | 1       | 1990                                                 |
| KV Mechelen       | 1       | 1989                                                 |
| Sampdoria         | 1       | 1988                                                 |
| Dínamo Kiev       | 1       | 1986                                                 |
| Atlético-MG       | 1       | 1984                                                 |
| Feyenoord         | 1       | 1983                                                 |
| Ipswich Town      | 1       | 1981                                                 |
| Anderlecht        | 1       | 1976                                                 |
| R.W.D. Molenbeek  | 1       | 1975                                                 |